# Lacunes de Howship
Cet article court présente un sujet plus développé dans : Ostéoclaste.
Les lacunes de Howship sont, en histologie, des zones de faibles densités dans le tissu osseux. Elles portent le nom du chirurgien anglais John Howship (en) (1781–1841).
Ce sont des cavités que creusent les ostéoclastes, grandes cellules mobiles qui agissent en groupe, et qui ont pour fonction de détruire le tissu osseux. 
Ce phénomène de destruction est compensé, chez le sujet sain, par le processus de reconstruction effectué par les ostéoblastes et fait partie de la régulation osseuse, l'ostéoclasie.
Ces zones d'hypodensité sont visibles au microscope optique, souvent après un prélèvement osseux.

## Physiopathologie
Les lacunes de Howship sont tracées dans le tissu osseux. Un trop grand nombre de ces cavités est le symptôme d'un syndrome d'hyper-résorption (augmentation la destruction) de l'os, pouvant être l'origine d'une déminéralisation, ou d'une décalcification.